# في المسألة العربية: مقدمة لبيان ديمقراطي عربي
في المسألة العربية: مقدمة لبيان ديمقراطي عربي هو كتاب للمفكر العربي عزمي بشارة صدر في طبعته الأولى عام 2007 عن مركز دراسات الوحدة العربية وظهرت منه عدة طبعات آخرها عام 2018، صدرت عن المركز العربي للأبحاث ودراسة السياسات، (399 صفحة بالقطع الوسط). يتناول الكتاب عوائق نشوء الديمقراطية في الوطن العربي ويسائل فكرة «الاستثنائية» العربية بشأن الديمقراطية، تحت عنوان أطلق عليه المؤلف «المسألة العربية».
يستخدم بشارة عبارة «المسألة العربية» للدلالة على «عدم حل المسألة القومية بتشعباتها المختلفة، وإشكالية الدولة والسياسة والثقافة في ظل بقائها قضية مفتوحة حتى كقضية حق تقرير مصير».

## ديمقراطية وتحول
يسعى عزمي بشارة في هذا الكتاب إلى تقديم بحث نظري في التحول الديمقراطي، وأشكلة «الاستثنائية العربية» المتعلقة بتأخر هذا التحوّل، وذلك عبر دراسة الأزمات العربية الأخيرة وتجربة المؤلف نفسه في طرح أفكار القومية في العالم العربي، والمواطنة الديمقراطية، وما يحيط بهذه المفاهيم من أشكال مختلفة من التعقيد.

## الاستثنائية الإسلامية
يؤكد بشارة في كتابه على عدم التوصل بالفحص الجادّ إلى أي نتيجة قطعية تفيد بوجود «استثنائية» إسلامية في الشأن الديمقراطي، ويوضح المؤلف في الفصل السادس العلاقة الإشكالية بين الفكرة القومية والإسلام كدين وكحضارة، ويقوم بالتمييز بينهما، حيث يفنّد تلك الفكرة التي يعتبرها المؤلف خاطئة عن أن القومية نشأت كمقابل نخبوي في مقابل «شعبية» الإسلام.